# تشو ديك
تشو ديك (بالصينية: 朱大可) هو ناقد صيني، ولد في 1957 في شانغهاي في الصين.